# Elizabeth Barton
Elizabeth Barton (ur. 1506 w Aldington, zm. 20 kwietnia 1534 w Tyburn) – angielska benedyktynka, nazywana „mniszką z Kent”, stracona za panowania Henryka VIII.

## Życiorys
Elizabeth Barton, jak sama zeznała, urodziła się w Aldington w 1506 roku. Była zatrudniona jako służąca. W 1525 roku, podczas choroby, miała wizje dotyczące nieznanych sobie miejsc i wydarzeń. Wizje przybierały charakter religijny. Proboszcz Richard Masters był przekonany o szczerości jej wypowiedzi, w których nie brakowało treści moralizujących. Arcybiskup Canterbury wysłał do miejsca jej zamieszkania komisję składającą się z trzech benedyktynów (Bockinga, Hadleigha i Barnesa), dwóch franciszkanów (Hugh Richa i Richarda Risby’ego) oraz urzędnika diecezjalnego. Po przeprowadzeniu oględzin komisja wypowiedziała się pozytywnie, tym bardziej, że dziewczyna, zgodnie ze swą przepowiednią, miała zostać cudownie uzdrowiona za przyczyną Matki Bożej. Następnie Barton wstąpiła do zakonu benedyktynek w pobliżu Canterbury.
Sława jej świętości stawała się coraz większa. Zakonnica znalazła się w centrum uwagi opinii publicznej, gdy zaczęła wypowiadać się przeciwko planowanemu przez Henryka VIII rozwodowi. Mniszka pisała do papieża, rozmawiała osobiście z Johnem Fisherem, Thomasem Wolsey'em i samym królem. W 1533 roku została z rozkazu Thomasa Cromwella przesłuchana i wraz ze związanymi z nią duchownymi uwięziona w Tower. Uwięzionych zmuszono do publicznej pokuty w katedrze św. Pawła i w Canterbury. W styczniu 1534 roku wydano akt oskarżenia przeciwko s. Barton i jej trzynastu zwolennikom. W tej grupie znajdował się też Tomasz More, ale ostatecznie oskarżenie przeciwko niemu wycofano. Mniszka i duchowni – Bocking, Masters, Rich, Risby –  zostali skazani na karę śmierci, zaś bp Fisher i pięciu innych zostało skazanych na więzienie i przepadek dóbr. Elżbieta i duchowni ją popierający zostali straceni w Tyburn 20 kwietnia 1534 roku.
Strona katolicka podkreśla fakt, iż s. Elizabeth Barton nigdy nie stanęła przed sądem, a dokumenty wykazujące rzekome oszustwo z jej strony pochodzą tylko od Thomasa Cromwella i jego współpracowników.